# Saint-Benjamin
Saint-Benjamin es un municipio canadiense situado en la provincia de Quebec.

## Superficie
Saint-Benjamin tiene una superficie de 111,53 km².

## Demografía
En 2021, tenía 1090 habitantes, una densidad poblacional de 9,8 hab./km², y 493 viviendas.